# Cerro San Cristóbal (Perú)
El cerro San Cristóbal és un turó ubicat entre el districte del Rímac i el de San Juan de Lurigancho a la província de Lima, Perú. El nom del cerro data de l'any 1535. Forma part dels cerros aïllas del sistema muntanyós de la serralada dels Andes. Considerat el "apu" de la vall del Rímac pels inques, fou batejat amb aquest nom pel conqueridor espanyol Francisco Pizarro el 1535.

## Història
Al poc temps de fundar-se la Ciudad de Los Reyes (actualment Lima), capital del Virregnat del Perú, els espanyols van col·locar una gran creu de fusta al turó més proper. La creu de San Cristóbal va ser destrossada pels inques durant el cèrcol de Lima el 1536; sota l'advocació de el Sol i de les divinitats tutelars del Tahuantinsuyo.
Al voltant d'aquests dies, els inques, entusiasmats pel domini de les seves forces armades sobre diversos exèrcits hispans, va decidir donar l'ordre d'avançar sobre Lima. Va encomanar aquesta campanya a un dels seus més valerosos guerrers: Hanancuscos, qui ja havia destacat a Cusco com capdavanter.
Manco Inca va impartir l'ordre des d'Ollantaytambo, va partir d'allí un exèrcit amb la missió de llançar a la mar als espanyols. Mentrestant, hauria de continuar el setge de Cusco, on resistia Hernando Pizarro, amb prop de dos-cents espanyols reforçats amb el concurs d'indis Chachapoyas i Cañaris.
Després de vèncer les resistències inicials, les hosts de Cusco van baixar als plans, posant setge a Lima, que era llavors un llogaret construït sobre dels edificis del cacic Taulichusco. Per diversos dies es van lliurar combats cars en vides per als dos bàndols: defensant uns la plaça i pugnant els altres per prendre-la. I cert dia, -expliquen velles cròniques escrites en aquest temps-, "van despertar els indis més a prop, en una serra gran, que estava d'ells coberta, que cosa d'ella sembla no s'albirava, d'on van treure i van fer trossos una creu gran de fusta que estava posada a la part alta de el camí que va a la mar i al port ".
Una gran impetuositat predominava a les files incaiques; i van decidir ballar al pas d'un au que va defecar en tots, tret ja el símbol protector dels cristians. Però ja havien arribat els indígenes Huaylas per defensar els seus aliats hispans en el combat, que va ser lliurat a la vall del Rímac i en els mateixos carrers del nou poble, perint els principals de Cusco. Morts els seus capitans, es van retirar els inques, encara que mantenint el cèrcol des de les altures abruptes.
Els espanyols van comptar amb quatre-cents homes, d'ells dos-cents de cavalleria. Aviat es va rebre a Lima, tres-cents homes més de reforç. I des d'un principi van combatre a la banda dels conquistadors diversos milers d'indígenes, cristians en bona part i enemics aferrissats dels cusquenys, "els quals, fent-los esquena als espanyols, barallaven molt bé i era causa de reservar-se de grandíssim treball dels cavalls, perquè d'altra manera no ho poguessin patir ".
Poc després de trencar tot el cèrcol de Lima, es van lliurar les furioses batalles de Pachacamac i de Rumichaca; que van costar desenes de vides als hispans, i incalculable nombre d'indígenes aliats i d'esclaus negres; així com una quantitat molt alta de cavalls. Llavors, Francisco Pizarro, passat el perill immediat d'assalt a la ciutat i aprofitant les ombres de la nit, havia disposat que a la cimera "es posi en ell, una altra creu com la que els indis van prendre". Aviat es va batejar aquell turó amb el nom de Sant Cristòfol, perquè en el seu dia es va guanyar la batalla.
Si abans de la conquesta dels antics peruans ascendien al cim per portar ofrenes i sacrificis als seus déus; els espanyols i missioners ho feien resant el Via Crucis i rememorant les estacions de Jesús. Aquesta tradició continua fins ara. El rector Francisco Aramburú va organitzar el 1929 la primera peregrinació a la creu de Sant Cristòfol. Es realitza el primer diumenge de maig.
Durant la República hi hagué moltes propostes per a instal·lar un tramvia que pogués facilitar l'ascens. A principis del segle XX es va elaborar el projecte -que fou aprovat pel govern- que va permetre construir l'obra entre el Paseo de Aguas i el cim del turó. El manteniment i l'alt cost de la seva construcció van resultar perjudicials per a l'administració, ja que l'utilitzava poca gent.

## Ubicació
Està ubicat a 300 metres sobre el nivell del mar i ofereix als seus visitants la possibilitat de veure Lima des d'una altura òptima. Quan el cel és clar, s'observa fins a les platges de Chorrillos i La Punta, i l'illa San Lorenzo.

## Elcerrocom a atracció turística
Els voltants del cerro San Cristóbal van estar abandonats durant molts anys, i l'accés al cim significava exposar-se a la delinqüència. Durant el govern d'Alberto Fujimori, la policia va recuperar la zona, condicionant les vessants amb reg tecnificat, i d'entre altres millores, fou construir un museu del lloc al cim per a convertir-se en un mirador per als turistes. La caiguda del govern fujimorista paralitzà el projecte de construcció d'un funicular com a via d'accés al turó.
Amb els treballs inicials, el turó es va integrar al circuit de la zona turística de Lima. Es podia accedir amb petit busos anomenats "urbanitos" que pugen regularment al cim des del Centre de Lima.

## Creu monumental delcerroSan Cristóbal

### Projecte
La creu monumental del cerro San Cristóbal, ubicada entre els districtes de Rímac i San Juan de Lurigancho, va ser inicialment construïda en ferro forjat. Va ser el sacerdot Franciscà del Convent dels Descalços, Francisco Aramburú, qui va concebre la idea de reemplaçar aquesta creu, deteriorada per la corrosió, per una de formigó que fos més gran i il·luminada i que s'apreciés desde tota la ciutat.
S'explica que el religiós va tenir un somni on va observar una creu brillant sobre la ciutat. Malgrat la seva avançada edat, el sacerdot Francisco es va obstinar a convertir en realitat aquesta idea. Per a això va organitzar una "Junta Restauradora de la Creu", integrada per il·lustres veïns i liderada pel Sr. Napoleó Espinoza. Aquestes persones, per reunir els recursos necessaris, van convocar la participació de tots els de Lima a través d'una Col·lecta pública de fons, la qual va arribar a involucrar el mateix president de la República, Augusto B. Leguia. En plena col·lecta, el mandatari va paralitzar la recaptació amb la promesa que el govern aportaria els diners que falta. Així mateix, va convocar una licitació pública per a la construcció de l'obra, la qual va guanyar el constructor Oscar Zagazeta Valderrama. El cost de l'obra va ascendir a 27 000 soles de l'època.

### Obra
El disseny d'aquest projecte va ser concebut amb la forma d'una creu diamantada. Consta d'una mola de formigó i ferro que s'eleva sobre els aproximadament 200 metres d'altura de el Turó San Cristóbal. Té 20 metres d'altura des de la base i posseeix 48 lluminàries incrustades.
A més, com a treball preliminar, es va haver de construir una carretera cap al cim per facilitar l'accés de personal i el trasllat de materials i maquinària. Per realitzar aquesta via, els constructors van haver de trencar i extreure una gran quantitat de roques usant dinamita.
Els treballs es van iniciar sense tenir la totalitat de els diners estimat per a la construcció gràcies a la iniciativa i compromís del constructor qui, identificat amb el projecte, va iniciar la seva execució fins i tot sense completar els diners requerit, per la qual cosa va haver de finançar-ell mateix.
Es diu que les restes de l'antiga creu de fusta i la de ferro forjat es troben enterrats a la base de l'actual creu de ferro i formigó.
La Creu Monumental del Turó Sant Cristóbal està construïda amb tanta cura que ha suportat sense més contratemps els terratrèmols de Lima i Callao de 1940, el de 1966, i el de 1974.

### Inauguració
La inauguració de la Creu va significar un important esdeveniment que va convocar a les principals autoritats polítiques i religioses de la nació. La cerimònia es va realitzar el 23 de desembre de 1928 i va comptar amb la presència de el president de la República, Augusto B. Leguía; l'alcalde de Lima, Andrés Dasso; l'alcalde de districte de l'Rímac, Joan Rius Alvarado; el Nunci Apostòlic, monsenyor Gaetano Cicognani; i nombrosos fidels.
Aquesta important convocatòria religiosa va superar les previsions del cas, especialment en la seguretat. Van ser tants els assistents a la missa oficiada a l'Església del Convent dels Descalços, al peu del turó San Cristóbal, que es va haver de prohibir l'ascens al turó. Tot i així, la multitud va ascendir al cim per participar de la inauguració d'aquesta important construcció.

### Convocatòria religiosa
Des d'aquesta primera peregrinació realitzada per a la seva inauguració fins a l'actualitat; tots els anys per Setmana Santa i el primer diumenge de maig - en l'anomenada Festa de les Creus - milers de persones pugen a ella motivats pel fervor religiós o per vocació turística per apreciar el més important símbol de la cristiandat materialitzada en aquesta mola artística de ferro i formigó, la més gran de Perú.
Si bé es recorda amb especial agraïment a el pare Francisco Aramburú com el principal gestor de la construcció de la creu, no pot oblidar la figura del sacerdot franciscà Javier Ampuero Nájar. Va ser la seva iniciativa el construir les petites creus que a la banda de camí representen les estacions de la Via Crucis i va ser qui durant més de 30 anys va encapçalar la tradicional peregrinació fins al dia de la seva mort l'any 1992.